# The Complete Collection of I WiSH
『The Complete Collection of I WiSH』（ザ コンプリート コレクション オブ アイウィシュ）は、I WiSHのコンプリートアルバム。

## 解説
- 期間限定復活にともない、発売されたアルバム。
- 初回限定版は、同時発売のシングル「LOVE SONGS 4 YOU」が入るBOX仕様になっている。

## 収録曲

### Disc1
1. 明日への扉
1stシングル。
2. ふたつ星
2ndシングル。
3. 約束の日
3rdシングル。
4. 光が指す未来へ
1stアルバム『伝えたい言葉 〜涙のおちる場所〜』収録曲。
5. クラスメイト以上…。
1stアルバム『伝えたい言葉 〜涙のおちる場所〜』収録曲。
6. SHA－LA－LA
2ndアルバム『WISH』収録曲。
7. 幸せのうた
2ndアルバム『WISH』収録曲。
8. もう一度…
1stシングル「明日への扉」のカップリング曲。
9. I wish
2ndアルバム『WISH』収録曲。
10. 明日への扉 Orchestra version
ベストアルバム『BEST WiSHES』に収録されているバージョン。

### Disc2
1. サマーブリーズにのって
2ndシングル「ふたつ星」のカップリング曲。
2. 風になれっ!
1stアルバム『伝えたい言葉 〜涙のおちる場所〜』収録曲。
3. 15の夏
2ndアルバム『WISH』収録曲。
4. 夏の幻
2ndアルバム『WISH』収録曲。
5. キミと僕
4thシングル。
6. Best Friend
2ndアルバム『WISH』収録曲。
7. ☆キラキラ☆
1stアルバム『伝えたい言葉 〜涙のおちる場所〜』収録曲。
8. Tomorrow
4thシングル「キミと僕」のカップリング曲。
9. サマーブリーズにのって (Sweet Palau Mix)
1stアルバム『伝えたい言葉 〜涙のおちる場所〜』に収録されているバージョン。
10. UTS-この世界の下で
1stアルバム『伝えたい言葉 〜涙のおちる場所〜』収録曲。

### Disc3
1. December
1stアルバム『伝えたい言葉 〜涙のおちる場所〜』収録曲。
2. Flower
2ndシングル「ふたつ星」のカップリング曲。
3. FlowerII
1stアルバム『伝えたい言葉 〜涙のおちる場所〜』収録曲。
4. いい日旅立ち
2ndアルバム『WISH』収録曲。山口百恵の「いい日旅立ち」のカバー。
5. Precious days
5thシングル
6. 最後のホーム
5thシングル「Precious days」のカップリング曲。
7. あなたが旅立ったあの春のにおい
3rdシングル「約束の日」のカップリング曲。
8. いい日旅立ち -Tribute Version-
トリビュートアルバム『山口百恵トリビュート Thank You For…part2』に収録されているバージョン。
9. さよならの雨
1stアルバム『伝えたい言葉 〜涙のおちる場所〜』収録曲。
10. 帰らぬ日々よ
1stシングル「明日への扉」のカップリング曲。
11. I
1stアルバム『伝えたい言葉 〜涙のおちる場所〜』収録曲。